# Чёрный май
Чёрный май или Кровавый май (тайск.: พฤษภา ทมิฬ tamil mey) — трагические события 17-20 мая 1992 года в Таиланде, когда многотысячная толпа собралась на улицах Бангкока, требуя отстранить от власти самопровозглашенного премьер-министра Сучинду Крапраюна. В столкновениях с полицией погибло более 50 человек, более 200 были ранены. 

## Свержение Чунхавана и создание NPKC
23 февраля 1991 года после целого десятилетия относительно спокойного развития страны при гражданских правительствах (в период премьерства Према Тинсуланона (1980—1988) и Чатчая Чунхавана (1988—1991) в Таиланде был совершен очередной путч под командованием генерала Сунтона Конгсомпонга. Военные провозгласили создание специального совета по «поддержанию мира» — National Peace Keeping Council или NPKC. Спустя короткое время власть в совете перешла в руки генерала Сучинды Крапраюна. Поначалу большинство городского населения с оптимизмом встретило известие о путче, рассчитывая на скорое обуздание правительственных коррупционеров (в период премьерства Чатчая Чунхавана Таиланд потрясли многочисленные коррупционные скандалы). Примерно половина печатных СМИ также положительно оценила план военных по искоренению чиновников-коррупционеров.
Сразу после провозглашения NPKC было начато расследование о происхождении необъяснимого богатства ряда видных политиков. В это же время NPKC начал готовить свой вариант Конституции, в котором установил такой порядок выборов, при котором только 45 % депутатов должны были быть избраны населением, а остальные — назначены правительством, фактически управляемым Сучиндой. Это стало поводом к началу массовых выступлений против очередной хунты и диктатуры.

## Недовольство тайской интеллигенции и новые выборы
2 марта 1991 года хунта под давлением общественного протеста назначила премьером гражданское лицо — Ананду Паньярачуна. Однако это лишь на короткое время смягчило настроения городской интеллигенции и студентов. Как только окончились каникулы, политическая жизнь в университетской среде забурлила с новой силой. 19 ноября 1991 года на королевском поле Санам Луанг собралась 50-тысячная толпа, требовавшая возвращения в действие Конституции. 4 декабря в своём ежегодном телевизионном обращении к нации король Рама IX Пхумипон Адульядет просил не допустить насилия, а также не провоцировать на насилие военную власть. Но нация после премьерства Према уже больше не хотела власти военной хунты. Сучинда вынужден был объявить всеобщие выборы, которые состоялись 22 марта 1992 года. 

## Захват власти Сучиндой Крапраюном
7 апреля 1992 года Сучинда объявил самого себя новым премьер-министром. 4 мая 1992 года мэр Бангкока, несмотря на введение Сучиндой цензуры, опубликовал статью, в которой в полемической форме обращения к Сучинде заявил, что до самой смерти будет бороться против диктатуры и добьётся смещения Сучинды, узурпировавшего власть. Это обращение, несмотря на срочный запрёт цензуры, перепечатало ещё 4 издания, в том числе ведущее тайскоязычное издание Тай Рат, ранее поддерживавшее Сучинду. Вечерние выпуски новостей, несмотря на эти события, даже не упомянули этот факт. Возмущённые тайцы вышли с протестами на улицы Бангкока.
В Бангкоке начались массовые демонстрации, которыми руководил популярный среди горожан мэр Бангкока. Дальнейшие события 17-24 мая в Бангкоке получили название «чёрный май» или «кровавый май». В ходе столкновений часть армии и полиции отказалась выполнять приказ стрелять по 200-тысячной толпе, другая часть подчинилось. 52 человека были убиты, несколько сотен — ранены. Этому предшествовали действия демократической молодежи: в середине мая активисты студенческой молодежи объявили проведение в Бангкоке концерта-митинга в защиту демократии, однако Сучинда запретил концерт. Мэр Бангкока поддержал молодежь. Тогда Сучинда объявил комендантский час и запретил собирать вместе более 10 человек. Это привело к тому, что 17 мая многотысячная толпа стала заполнять центр города. Митинг не прекращался всю ночь. На зданиях города появились граффити с ругательствами в адрес нового премьер-министра. Сучинда отправил в центр Бангкока 700 солдат, чтобы разогнать митинг. К концу дня 18 мая свыше 50 тысяч человек оставались на митинге. Мэра Бангкока арестовали. Митингующие противостояли полиции: забрасывали бутылками, возводили баррикады. У Монумента Демократии полиция открыла огонь на поражение по толпе митингующих.

## Итоги Кровавого мая 1992 года
18 и 20 мая по телевидению к населению обращались члены королевской фамилии, просили митингующих разойтись, а полицию прекратить стрельбу. Рама IX был вынужден в прямом эфире провести аудиенцию Сучинды и мэра Бангкока, в ходе которой король потребовал от Сучинды освободить мэра из-под ареста, выпустить 3500 арестованных участников митингов, а самого Сучинду подать в отставку. 10 июня 1992 года на пост премьер-министра был избран Ананд Паньярачун. Несмотря на огромное количество жертв, Сучинда не понес никакой ответственности, кроме политической. 